# هوگو لارشون
هوگو لارشون (انگلیسی: Hugo Larsson؛ زادهٔ ۲۷ ژوئن ۲۰۰۴) بازیکن فوتبال اهل سوئد است.
او پس از درخشش در مالمو راهی فرانکفورت آلمان شد. لارشون همچنین در تیم‌های ملی فوتبال زیر ۲۱ سال سوئد و سوئد بازی کرده‌است.